# 社会性软件
社交软件（英語：Social software）或稱社会性软件、社交性軟體，是指任何支持群体交流的软件。推动社会性软件发展的原动力明显区别于传统的交互过程。
社會性軟體指的是網路上的一些軟體，這些軟體讓使用者能夠在網路上和他人互動並分享資訊。這類的CMC工具當中有一些網站（例如Myspace、Facebook、Flickr和Youtube）目前相當受歡迎，它們通常都具備開放API、服務導向的設計以及上傳資料和媒體的能力。
再更具體的名稱合作性軟體運用於資料分享系統，他通常只在能使用合作功能的軟體上運用。並能在社會，信任，及合作性項目之中卓越。社會性技術和溝通的技術被用於特定的網路中心組織，還被用在描述知識創作以及儲存完整的協同寫作。學習構成主義的理論家們像是Vygotsky、Leidner和Jarvenpaa都認為傳遞知識的過程有助於創作而且交談也有助於知識的精進。
Conversational KM執行這個的目的，是為了溝通傳播，舉例來說：問題與答案是在組織中成為相關的知識來源。溝通技術被視為能夠支持工作單位和獨立知識工作者的工具。許多使用溝通技術的人們認為他們不只創造出實際的社群也可以接受網路的社群去討論現在的社會組織。

## 例子

### 即时通讯软件
所谓的即时通讯软件指的是那些用于网络上私下交流的客户端软件。流行的此类软件包括QQ、Skype、Google Chat、ICQ、LINE、Facebook Messenger、WhatsApp、Discord、Telegram等。

### 影片分享网站
- YouTube
- Bilibili
- 西瓜视频

### 短视频网站
- TikTok
- 快手

### IRC
- dalnet
- undernet
- efnet

### 消息牌
- everforo.com （页面存档备份，存于）
- freerepublic.com （页面存档备份，存于）。

### 網誌
- Slashdot
- Blogger
- 新浪微博

### Wiki引擎
各種運用Wiki引擎的軟件如Mediawiki，例子包括Wikia、維基媒體基金會的各個計劃（如：维基百科、維基辭典、維基文庫等）。

### 社群網路服務
- Facebook
- LinkedIn
- Twitter
- Instagram
- 小红书
- Norules

### 新聞聚合網
- Reddit
- Digg
- 贴吧
- 知乎

## 商业软件
- 葛洛夫
- HCL軟體 （页面存档备份，存于）